# Eurosurveillance
Eurosurveillance (Euro surveillance : bulletin Européen sur les maladies transmissibles = European communicable disease bulletin = Euro bulletin pro přenositelné nemoci) je recenzovaný neziskový vědecký lékařský časopis s otevřeným přístupem zaměřený zejména na epidemiologii, dohled (surveillance), prevenci a kontrolu přenosných nemocí s důrazem na témata důležitá pro Evropu a Evropskou unii. Časopis vychází od roku 1995 a od roku 2007 ho vydává Evropské středisko pro prevenci a kontrolu nemocí (ECDC) se sídlem v Solně u Stockholmu ve Švédsku.

## Historie
Tento časopis byl založen v roce 1995 jako společný projekt Evropské komise, Institut de veille sanitaire (Francouzský institut veřejného zdraví) a Public Health Laboratory Service ze Spojeného království (nyní UK Health Security Agency). Spolupráce s nově vzniklou agenturou ECDC začala hned v roce 2005 a od března 2007 přešlo vydávání časopisu zcela na ECDC. Časopis vychází každý týden, vždy ve čtvrtek a je volně dostupný v elektronické podobě (částečně vychází též v tištěné podobě: čtvrtletní vydání a tzv. special editions). Online verze má ISSN 1560-7917, tištěné kompilace mají ISSN 1025-496X.

## Profil časopisu
Články v časopise Eurosurveillance se zaměřují na události, trendy a výzkumy týkající se přenosných nemocí především v Evropě, ale publikuje rovněž zprávy a výzkumy z ostatních regionů, pokud jsou důležité pro Evropu. Časopis vydává informace a výsledky nejen z ECDC, ale také z dalších souvisejících programů, které jsou financovány z EU zdrojů.
Cílovou skupinou časopisu jsou epidemiologové, mikrobiologové, veterinární lékaři a všechny další lékařské profese a řídící pracovníci z oblasti veřejného zdraví na všech stupních řízení. Časopis publikuje jak předběžná výsledky a tzv. rychlá varování, stejně jako podrobné a dlouhodobé studie z oblasti epidemiologie, založená na statistických datech a vědeckých výzkumech.

## Šéfredaktoři časopisu
Šéfredaktorem časopisu od roku 2008 do roku 2011 byl Karl Ekdahl, specialista na infekční nemoci, který svůj doktorát získal na Univerzitě v Lundu, později studoval tropickou medicínu na Prince Mahidol University, Bangkok, Thajsko a epidemiologii na London School of Hygiene and Tropical Medicine. Od roku 1999 pracoval na Institutu Karolinska, v letech 2001 až 2005 jako epidemiolog pro švédský stát a od roku 2005 působí na různých pozicích v Evropském středisku pro prevenci a kontrolu nemocí (ECDC).
Od roku 2011 je šéfredaktorkou Ines Steffens(ová), která vystudovala medicínu na Univerzitě Johannese Gutenberga v Mohuči, poté pracovala v Institutu Roberta Kocha a byla šéfredaktorkou Epidemiologisches Bulletin, nejvýznamnějšího německého epidemiologického časopisu. Dále je členkou redakční rady časopisu, který vydává Evropský úřad pro bezpečnost potravin (EFSA). V ECDC pracuje od roku 2006 a v roce 2020 byla členkou programového výboru konference, kde prezentovala virtuální diskusi, jako covid-19 ovlivnil časopis Eurosurveillance.

## Publikační model
Časopis Eurosurveillance je od samého počátku recenzovaný neziskový vědecký lékařský časopis s otevřeným přístupem, které nepožaduje žádný poplatek za recenzní řízení a přípravu článku. Názory autorů publikované v časopise Eurosurveillance se nemusí nutně shodovat s názory ECDC nebo redakční rady časopisu nebo instituce, odkud autor pochází. Pro větší nezávislost, web časopisu nevyužívá žádnou formu komerční reklamy.

## Indexování a plnotextové databáze
Časopis je indexován v citačních rejstřících, plnotextových databázích článků a ve vyhledávačích jako jsou Web of Science, Scopus, PubMed/MEDLINE, PubMed Central (PMC), EMBASE, EBSCO, ProQuest Central, Science Central a Google Scholar.

## Metriky a významnost časopisu
Podle Journal Citation Reports, časopis Eurosurveillance měl v roce 2019 impakt faktor 6,454. Tím získal 6. pozici mezi 93 časopisy v kategorii „Infectious Diseases“ (infekční nemoci). V dubnu 2020 měl ukazatel Scimago Journal Rank (SJR) publikovaný v rámci databáze Scopus hodnotu 67 z 2754 časopisů v kategorii „Medicine (miscellaneous)“ (medicína: různé, ev. medicína: všeobecně).

## Vědecké konference
Od roku 2011, kdy bylo 15. výročí vzniku časopisu Eurosurveillance, se každoročně koná vědecká konference European Scientific Conference on Applied Infectious Disease Epidemiology (ESCAIDE). Konference se účastní významní vědci z epidemiologie a dalších oborů, stejně jako odborníci v oblasti veřejného zdraví. Cílem konference je podporovat a rozšiřovat diskusi na důležitá téma z oblasti epidemiologie a veřejného zdraví a vědecký výzkum v těchto oblastech. V letech 2020 a 2021 se vzhledem k epidemické situaci konala/bude konat výhradně online, k dispozici též aplikace pro Android a iOS, která usnadňuje sledování programu v jednotlivých sekcích konference a kontakty s ostatními účastníky).